# Apocynum pictum
Espèce
Apocynum pictum est une espèce de semi-arbrisseaux vivaces de la famille des Apocynaceae originaire de Chine, Mongolie et Asie centrale poussant dans les zones arides et souvent salines.
Ses tiges possèdent de solides fibres libériennes avec lesquelles sont fabriqués des cordages, du tissu et du papier de haute qualité. Les fibres sont actuellement de préférence mélangées avec des fibres de coton ou des fibres synthétiques. Les feuilles sont utilisées pour faire des tisanes contre l’hypertension.

## Nomenclature et étymologie
L’espèce a été décrite et nommée par Alexander von Schrenk en 1844 dans le Bull. Cl. Phys.-Math. Acad. Imp. Sci. Saint-Pétersbourg 2 :115. Schrenk est un naturaliste allemand de la Baltique, sujet de l'Empire russe, qui fit des excursions scientifiques en Dzoungarie (aujourd’hui dans le Nord du Xinjiang chinois) et dans la partie steppique du Turkestan (appartenant aujourd'hui au Kirghizistan).
Le nom générique Apocynum est un terme latin, transcription du grec ancien ἀπόκυνον apokunon attesté chez Dioscoride, « qui éloigne, qui tue les chiens ». Ce terme est formé de deux racines grecques : ἀπό (apo), « loin », et κῦνος (kûnos, latin cynum), « chien », en référence au caractère toxique de ces plantes pour les chiens,.
L’épithète spécifique pictum est un adjectif latin signifiant « coloré ».

## Synonymes
Selon Tropicos, les synonymes sont:
- Apocynum hendersonii Hook. f.
- Poacynum hendersonii (Hook. f.) Woodson
- Poacynum pictum (Schrenk) Baill.

## Description
Apocynum pictum est un semi-arbrisseau de 2 m de haut, avec des ramifications pubescentes quand elles sont jeunes, qui deviennent rapidement glabres,. C’est une plante géophyte c’est-à-dire une vivace à rhizomes dont les tiges meurent tous les ans mais qui réapparaissent au printemps à partir de ses racines.
Les feuilles en général alternes, comportent un pétiole de 2–5 mm, avec des glandes à la base, un limbe oblong à ovale de 1,5 à 4 cm de long sur 0,2 à 2,3 cm de large, étroitement denticulé, granuleux.
La fleur comporte 5 sépales ovales ou triangulaires, une corolle rose ou rouge violacé, souvent avec des marques distinctes plus foncées, un tube en forme de cuvette, et 5 lobes largement triangulaires.
Le fruit est un long follicule grêle, pendant de 10–30 cm de long sur 3–4 mm de large.
Les tiges émergent des rhizomes en mars-avril. La saison de floraison va de juin à août, suivie de la saison de fructification de septembre à octobre. La plante peut atteindre l’âge de 30 ans.

## Distribution
Apocynum pictum est originaire de Chine (Xinjiang, Qinghai, Gansu), Kazakhstan, Kirghizistan, Mongolie, Tadjikistan. Dans le Xinjiang, A. pictum se restreint aux régions les plus arides (avec des précipitations annuelles inférieures à 250 mm) comme le bassin du Tarim (bassin fluvial dans le sud du Xinjiang), et le bord méridional du bassin de Dzoungarie tandis que l’espèce proche Apocynum venetum se trouve dans des régions moins arides.
Il croît souvent en communauté avec des roseaux (Phragmites australis), de la réglisse (Glycyrrhiza inflata), des arbres à manne (Alhagi sparsifolia) et du tamaris (Tamarix ramosissima) ou bien avec des halophytes sur des sols salinisés, ou comme sous-étage dans des forêts de plaine inondable, par exemple constituées par des peupliers Populus euphratica.
Il pousse dans les zones salines, les marges désertiques et les bords de rivières, de Chine, de Mongolie et du Kazakhstan.
Il est cultivé en Chine.

## Utilisations
Apocynum pictum (白麻 baima) et Apocynum venetum Schrenk (罗布麻 luobuma) sont deux espèces proches qui ont été utilisées de manières identiques dans les siècles passés par les populations locales. Le caractère distinctif le plus évident pour reconnaitre les deux espèces est que A. pictum a des feuilles alternes alors que celles de A. venetum sont opposées.
Les feuilles récoltées en juin-juillet servent de matière première pour les tisanes et médicaments, alors que les tiges, récoltées en été ou en automne, servent de matière première pour l’extraction des fibres.

### Cordes, filets de pêche, tissus
Les solides fibres libériennes obtenues à partir de l'écorce interne sont utilisées dans la fabrication de tissus, de cordes, de voiles et des filets de pêche.
Les fibres des tiges sont incluses dans de la pectine, de la cellulose et de la lignine qui doivent être digérées (par démucilagination) afin d’obtenir des fibres pures. Cette opération se fait soit par un procédé chimique soit par un procédé bactérien.
Les fibres d’Apocynum ressemblent à celles du coton mais sont encore plus résistantes. Elles donnent un fil blanc ressemblant au fil de Lin cultivé.
Elles peuvent aussi être mélangées avec du coton, de la laine ou de la soie pour être tissées en divers tissus[réf. nécessaire].

### Papier traditionnels
L’histoire du papier médiéval et prémoderne se fait en grande partie sur la base des textes écrits par des lettrés qui s’intéressaient particulièrement à des papiers apprêtés et décorés qu’ils avaient vu dans leurs hautes fonctions administratives ou qu’ils utilisaient dans leur pratique épistolaire. Mais les procédures de fabrication ne faisaient pas partie des centres d’intérêt des lettrés de cette époque. Avant le XVIIe siècle et l’encyclopédie des techniques Tiangong Kaiwu, on ne dispose pas de texte sur les sources de fibres végétales ou sur les procédures de fabrication du papier.
En Chine, les premiers papiers ont été fabriqués avec des fibres de plantes « chanvroïdes », définies selon la classification de Yi Xiaohui comme des plantes à fibres papetières dont le nom chinois se termine par le caractère ma 麻 (chanvre).
Les fibres des deux Apocynum à fibres libériennes ont aussi servi à fabriquer du papier de haute qualité. Les noms vulgaires chinois de Apocynum pictum et Apocynum venetum étant respectivement 白麻 baima et 罗布麻 luobuma, et ces plantes contenant des fibres papetières, en feraient donc de bonnes candidates pour que le papier avec lesquelles on les fabrique appartienne au groupe des « papiers chanvroïdes », avec toutefois la difficulté qu’elles sont trop éloignées phylogénétiquement des autres chanvroïdes pour former un secteur du cladogramme comme le veut Yi Xiaohui.
L’Académie Hanlin fondée en 738 sous la dynastie Tang était composée par une élite de lettrés, chargés de la mise en forme des documents officiels et de l’interprétation des classiques confucéens. Au début les édits étaient rédigés sur du papier jaune (fait avec des fibres de jute 黄麻 huangma morph. « chanvre jaune ») puis deux systèmes de rédaction des édits ont été distingués: les systèmes interne et externe qui se distinguaient par leur mode de fonctionnement et le type d’affaires gouvernementales qu’ils devaient traiter et le type de papier utilisé, blanc ou jaune (d’Apocynum ou de jute) .
Quand les empereurs et princes des dynasties Tang et Song, nommaient et révoquaient des généraux, décidaient des grandes conquêtes et autres événements majeurs, leurs édits étaient écrits par des érudits de l’Académie Hanlin sur du papier d’Apocynum.
La catégorisation symbolique de la couleur des papiers a toujours été très marquée au cours de l’histoire chinoise. On la retrouve dans le Wenfang si pu 文房四铺 « Quatre répertoires du studio des lettres » de Su Yijian (958-996), qui se présente comme un catalogue de citations d’ouvrages anciens sur les quatre objets du cabinet du lettré : le pinceau, la pierre à encre, le papier et l’encre. Il indique
« Au début des Tang, pour écrire les annonces relatives aux ministres et aux fonctionnaires, on utilisait du papier « à l’or fondu » ainsi que du papier « aux poissons »...Par la suite, le mémoire de la Forêt des pinceaux, Hanlin zhi, de Li Zhao [IXe siècle] dit : "Les donations, les convocations, les saisies et les peines de service étaient appelées édits, zhao ; on employait pour eux du papier de rotin blanc (白藤纸 báitengzhǐ). Les encouragements aux armées étaient appelées lettres, shu ; pour eux on employait du papier des chanvre jaune (黄麻纸 huángmázhǐ). Pour les textes d’offrande au palais Taiqing et dans le temple taoïste, on se servait du papier de rotin bleu (青藤纸 qingtengzhi) [sur lequel] on écrivait en vermillon : on les appelait écrits bleus. Pour les oraisons lues près des tombes impériales, les pétitions au Ciel et les textes lus dans le temple taoïste du Palais, on employait toujours du papier de chanvre blanc (白麻纸 baimazhi)"... » (Wenfang si pu, traduction de J-P. Drège)
J-P. Drège ne traduit pas à proprement parler le nom des plantes en chinois mais donne ce qu’en linguistique on appelle un calque lexical. Ainsi pour 白麻 baima (ou 黄麻 huangma, ou 白藤纸  baiteng etc.), il donne la traduction morphème à morphème bai.ma = blanc.chanvre « chanvre blanc » (ou huang.ma = jaune.chanvre « chanvre jaune »), mais le nom dissyllabique baima (ou huangma, ou baiteng) est un nom de plante.
L’identification du nom botanique latin de chaque nom vulgaire ancien n’est pas une mince affaire. Chaque espèce de plante a reçu au cours des siècles et sur le vaste territoire de l’empire chinois d’innombrables noms. Les synonymes (de la même espèce) en règle générale sont en grand nombre, les homonymes ou plus précisément des homographes (de plusieurs espèces différentes partageant le même nom) ne sont pas rares.
On sait qu’en Europe, ce travail d’identification des phytonymes du grec ancien et du latin, a été accompli patiemment depuis les traductions de Dioscoride et de Pline au XVIIe siècle, par Mattioli et Daléchamps, jusqu’au travail remarquable de Jacques André. En Chine, ce sont aussi les compilateurs des pharmacopées traditionnelles (en chinois bencao 本草) qui au cours d’une longue tradition ininterrompue de compilations ont assuré une continuité de travaux permettant d’assurer un fil continu d’interprétations. Le couronnement de cette méthode a été accompli par Li Shizhen (1518-1593) qui avec le Bencao gangmu (1593) assure une combinaison de la pharmacopée et de l’histoire naturelle chinoise. Mais ce qui manquait en Chine était une nomenclature de référence établie par des botanistes professionnels. Actuellement, le code international de nomenclature pour les algues, les champignons et les plantes énonce les règles qui régissent l’établissement des noms scientifiques. L’ouverture de la Chine à partir des années 1980 a grandement facilité la reconnaissance de la nomenclature linnéenne mais l’obstacle de la graphie chinoise pour rendre compte en alphabet latin des noms scientifiques constitue encore une entrave majeure pour les historiens des sciences chinois.
Actuellement, les encyclopédies en ligne Baidu Baike, Wikipedia en chinois et surtout la version anglaise en ligne de Flora of China, donnent systématiquement le nom chinois vulgaire de tous les noms d’espèces valides. En raison du contrôle politique d’internet en Chine, ces sites peuvent être considérés comme des instances de normalisation.[réf. nécessaire]
C’est pourquoi, on peut avancer que la traduction de 白麻 baima est  Apocynum pictum - une espèce riche en fibres papetières ; et celle de 黄麻 huangma Corchorus, « jute ».

### Matière médicale
Une source précieuse d’informations historiques est fournie par les ouvrages de matières médicales.
Le Bencao gangmu consacre une notice au baima. Il cite le savant polymathe du XIe siècle Su Song « il y en a partout. Il est cultivé dans le nord pour fabriquer des tissus et des cordes. Les plants font 4-5 pieds ou 6-7 pieds de haut, les feuilles sont fines comme celles de la ramie, les fleurs sont jaune-orangé, la coque du fruit est comme celle de la rose trémière et les graines sont noires ». Li Shizhen indique que pour « traiter les dysenteries rouges, blanches, froides et fébriles, faire frire et réduire en poudre, prendre un qian dans un bouillon au miel. ».
Actuellement, la médecine traditionnelle chinoise considère que la fonction principale du baima est d’évacuer la chaleur et de purifier le feu (清热泻火 Qīngrè xiè huǒ), d’abaisser la tension artérielle, prévenir les vertiges et renforcer le cœur.
Une étude pharmacologique de Kim et al (2000) sur des rats hypertendus a montré que des extraits aqueux de feuilles d’Apocynum venetum pouvaient diminuer la valeur de la pression artérielle systolique. Cet effet anti-hypertenseur est probablement dû à l'amélioration des fonctions rénales, comme une augmentation des excrétions du volume d'urine et des électrolytes urinaires. Une autre étude de Kim et al (1998) a montré les extraits aqueux de A. venetum sur des rats hyper-cholestériques pouvaient diminuer les taux sériques du cholestérol total et du LDL-cholestérol mais pouvaient accroître le HDL cholestérol.
En Chine, une tisane d’Apocynum est en vente sur le marché (罗布麻茶  luobuma cha). Elle est composée de feuilles et de fleurs d’Apocynum venetum, de chrysanthème blanc et de thé vert.

### Gomme
Les feuilles produisent jusqu'à 4–5 % de gomme, qui est utilisée pour fabriquer du caoutchouc pour des pneumatiques.

### Miel
L'espèce a des fleurs parfumées et est cultivée comme plante mellifère.